# SKATE THING
SKATE THING（スケートシング）は日本のイラストレーター／グラフィックデザイナー。ファッションブランド「C.E」のデザイナー。

## 略歴
- 2011年、Toby Feltwell (トビー・フェルトウェル)、菱山豊と共に自身が初めてデザイナーを務めるファッションブランド「C.E」を発足。同年9月、ロンドンにてC.Eのデビュー・コレクションを発表。GrimeのMC、D Double Eをモデルに起用したルックブックとビデオを発表した。そのディレクションはBen Druryがてがけている。
- 2013年3月には「メルセデス・ベンツ ファッション・ウィーク 東京」において渋谷ヒカリエを会場に、「C.E Autumn/Winter 2013 Presentation[1]」を開催。
- 2014年10月、「C.E Spring/Summer 2015 Presentation[1]」及び、そのアフターパーティーを「The Trilogy Tapes」のWill Bankhead、Rezzette、Anthony Naplesらを招集し、前年度と同様に渋谷ヒカリエを会場に開催した。同年12月にはTate Britainで開催された「LATE AT TATE BRITAIN[2]」内のイベントとして「C.E Spring/Summer 2015 Presentation」をRezzettと共に再演。
- 2015年には資生堂パーラーとの協業[3]でお菓子「ミルフィーユ オ ショコラ」とTシャツを発表。同パッケージ及びTシャツのデザインには、資生堂パーラーのパッケージデザインを手がける仲條正義による描き下ろしのイラストが使用されている。
- 2016年11月にDVD、ヴァイナルポストカード付きの書籍「C.E OWNER'S MANUAL[4]」を上梓した。

## 作品集
- monsoon ep (飛鳥新社 2001年3月1日) ISBN 978-4-87031-454-2
- 涙の怪獣パーティー (飛鳥新社 2005年3月18日) ISBN 978-4-87031-658-4
- C.E OWNER'S MANUAL (BEAMS 2016年11月12日)